# Hannes Schneider
Pour les articles homonymes, voir Schneider.
Hannes Schneider est un professeur autrichien de ski alpin, né le 24 juin 1890 à  (en) (Autriche) et mort le 26 avril 1955 à North Conway (États-Unis). Il a également été acteur dans des films de montagne.

## Biographie
Hannes Schneider, fils de fromager, est né dans le village de  (en) en Autriche.
Il est le frère de l'un des premiers champions de ski alpin, Friedrich Schneider.
En 1907, il devient moniteur de ski et guide de montagne pour le compte de l'hôtel de la Poste de Sankt Anton am Arlberg où il commence à développer une forme de ski alpin connu sous le nom de la technique d'Arlberg (en). Après avoir officié en tant qu'instructeur de ski dans l'armée autrichienne durant la Première Guerre mondiale, il retourne à Sankt Anton. En 1921, il crée une école de ski semi-indépendante où il élabore sa méthode d'instruction et filme sa technique. Rejetant la figure scandinave du télémark (virage par allégement du ski extérieur et agenouillement sur le ski intérieur), il fait appel à la technique du « chasse-neige », du « stemmbogen » et du « stemmchristiana », qui permet à l'élève de garder le contrôle de sa vitesse.
Dans l'entre-deux-guerres, il joue dans plusieurs films de montagne sur le ski dont l'action se situe principalement sur les pentes de l'Arlberg. Ces films, produits par Arnold Fanck, permettent la promotion et la popularité de ce sport. Simultanément, il copublie avec Fanck le livre Die Wunder des Schneeschuhs en 1931.
En 1939, Hannes Schneider voyage à travers les États-Unis pour la promotion du ski alpin, notamment dans le New Hampshire. Puis il sera emprisonné en Allemagne, arrêté par la police nazie après l'Anschluss. Pendant la Seconde Guerre mondiale, de retour aux États-Unis, il sert dans l'Armée de terre des États-Unis avec son fils Herbert dans la 10e division de montagne américaine.
Il meurt le 25 avril 1955 à North Conway.

## Filmographie sélective
- 1926 : La Montagne sacrée, d'Arnold Fanck : le guide de montagne